# BitTorrent tracker
Um BitTorrent tracker (ou apenas "tracker") é um servidor que auxilia na comunicação entre dois computadores que utilizam o protocolo P2P BitTorrent. Para que se proceda a uma partilha de arquivos por BitTorrent é necessário que dois PCs se comuniquem com o servidor. De qualquer forma, o mesmo servidor, não aloja conteúdos e são os próprios peers que os partilham entre si as partes dos arquivos. Os clientes que estão a proceder downloads BitTorrent, comunicam esse Servidor de torrents, periodicamente, para dar informação sobre novos peers, como também, de estatísticas usualmente relacionadas com os arquivos compartilhados. No entanto, logo após o início da partilha, a comunicação entre os dois PCs continuará sem a interligação com o "tracker". Assim sendo, um tracker não é mais que um meio de contacto entre duas outras entidades - os peers.

## Trackers e Indexers
Um "Tracker" não é um "Indexer" (BitTorrent indexer) pelo facto de que o mesmo não lista necessariamente ficheiros de partilha tal como no Indexer. Um "BitTorrent index" é uma lista de ficheiros .torrent. Os "trackers" meramente coordenam a comunicação entre dois "peers".

## Caso Português
Muitos sites BitTorrent, agem tanto como "trackers" e "indexers".
Em Portugal tem-se o caso do btuga como primeiro tracker nacional que começou a operar em 2003. Em 2007, foi encerrado na sequência de buscas das autoridades e apreensão de servidores numa acção essa interpelada pela AFP - Associação Fonográfica Portuguesa e FEVIP - Federação de Editores de Videogramas[carece de fontes?]. Em 2014, o Segundo Juízo do Tribunal Criminal de Lisboa condenou Luís Ferreira, gestor do Btuga, a oito meses de prisão em pena suspensa, convertidos em 12.600 euros de multa. Em março de 2015, na sequência de um recurso solicitado pela defesa, o Tribunal da Relação de Lisboa considera que a pena aplicada pelo tribunal de primeira instância havia prescrito – tudo por uma questão de datas.
Muito outros trackers nacionais estão gradualmente a surgir em Portugal após esta acção.[carece de fontes?]